# اچ‌ام‌ای‌اس کیپ لیووین
اچ‌ام‌ای‌اس کیپ لیووین (به انگلیسی: HMAS Cape Leeuwin) یک کشتی است که طول آن ۲۲۵ فوت (۶۹ متر) می‌باشد. این کشتی در سال ۱۹۲۴ ساخته شد.